# 袰月
袰月（ほろづき）は、青森県東津軽郡今別町にある大字。旧津軽郡、田舎庄袰月村、東津軽郡袰月村、東津軽郡一本木村袰月に相当する。郵便番号は030-1513。域内の人口および世帯数は2020年10月実施の国勢調査によると、57人、33世帯である。古くは両翼突、母衣月、縨月、保呂豆木とも。

## 地理
町の東部、袰月川下流域に位置しており、西と南で大泊に、東で砂ケ森と接し、北で津軽海峡に面する。国道沿いに集落が展開されており、イカや海藻などの沿岸漁業が行われている地域で、出稼ぎに出る人が多く、過疎化が進んでいる。

### 小字
袰月の小字は以下の通りである。
- 鋳釜崎（いがまざき）[8]
- 舎利浜
- 中山崎
- 袰村元
- 村下

### 海洋・河川
- 三厩湾
- 貫月川

## 袰月海岸
袰月海岸（ほろづきかいがん）は袰月内に所在する海岸の景勝地で津軽国定公園内にある、鋳釜崎から高野崎にかけての海岸を指す。断崖が直接海に迫り、数多くの名所があるほか、津軽海峡に面しているため、北海道を望むことができる。また、美しい舎利石を拾うことができるため、舎利浜という別名をもつ。津軽一統志の産貢には
と記され、ここを旅する人たちは舎利石を求めることに熱心であったとされる。なお、舎利石は今別海岸で採れる今別石と同じくメノウの一種である。
また、天明8年に当地を訪れた菅江真澄は
と記している。
古川古松軒も東遊雑記のなかで
と記している。

## 歴史
耕地が少なく、主に漁業に従事していたためか、江戸期の郷帳類には村名が見えず、山崎村・奥平部村・砂ケ森村・大泊村と同じく、一本木村の支村として存在していたとされる。
天文年間の津軽郡中名字に、「綱不知」、「夷（をこたらへ）」と並んで両翼突（ほろつき）と見えるほか、1645年（正保2年）の津軽郡之絵図の海岸に「ほろつきの間西風わるく」と記され、高野崎と袰月の間に番所と思われる舎屋が記されている。これらの印は1808年（文化5年）の一里塚図にも見られる。
1755年（宝暦5年）の津軽外之浜後潟組犹御改覚によると奥平館、袰月、大泊、松ケ崎、六条間、藤島、釜野沢、宇鉄の八ケ村で合計234人のアイヌ人がいたとされる。
1790年（寛政2年）の北行日記には、
と袰月について記述されている。
寛政伊能忠敬測量日記によれば、1802年（享和2年）には人家14軒、1850年（嘉永3年）の東奥沿海日誌によれば人家40軒、明治元年の新撰陸奥国誌によれば人家34軒であったとされる。
松浦武四郎は当地について、
と記し、高野崎に設置された砲台を見て、
と著している。
明治2年の諸組村寄帳では後方（後潟）のうち一本木村、奥平部村、袰月村、砂ケ森村、大泊村の各村がそれぞれ一村として見えており、明治4年に弘前県を経て、青森県に所属するも、明治元年の国誌では再び一本木村の支村として扱われ、その村況は
という。その後は一本木村の支村として扱われることは少なくなり、現に明治7年の県管内村名簿では山崎村のみが一本木村の支村として見える。

### 沿革
- 1707年（宝永4年） - 母衣月御留山のうち、穴の沢・下之沢の2箇所が百姓御救山となる[7]。嘉永5年3月5日
- 1852年（嘉永5年） - 長州藩士の吉田松陰が宮部鼎蔵とともに当地を訪れる。
- 明治4年 - 弘前県を経て、青森県に所属[7]。
- 1889年（明治22年）4月1日 - 東津軽郡一本木村が村制施行し、一本木村が発足。
- 1955年（昭和30年）
  - 東津軽郡一本木村が同郡今別村と合併するにあたって、一本木村袰月が今別町袰月となり、今別町役場一本木支所が置かれた[7]。
  - 袰月中学校（当初は一本木中学校とも）が奥平部中学校を合併する[5]。
- 1958年（昭和33年） - 袰月小学校が大泊小学校と統合し、消滅[5]。
- 1981年（昭和56年）8月 - 津軽国定公園袰月海岸が国鉄の周遊指定地になる[12]。
- 1982年（昭和57年）11月 - 高野崎に町営テニスコート設置[12]。
- 1988年（昭和63年）[12]
  - 4月 - いわゆり保育園の廃止に伴い、袰月地区福祉館が設置。
  - 7月 - 高野崎に高木恭造文学碑完成。
  - 10月 - 鋳釜崎に吉田松陰の石碑建立。
- 1989年（平成元年） - 高野崎に展望いさりびがオープン[13]。
- 1993年（平成5年）4月 - 今別町立袰月中学校と今別町立今別中学校が統合し、新生の今別町立今別中学校が開校[13]。
- 1995年（平成7年）7月 - 海峡の家ほろづきがオープン[13]。

### 地名の由来
山田秀三によると、袰はアイヌ語のポロ（大きい）で、月は日本語の杯（つき）を借用した語であり、袰月は大ぶりの酒椀の形に深くえぐられた湾ということでポロトゥキ（大酒椀）という地名になったとする戦後に出てきた新説がある。しかし、北海道とは違い本州は隅々まですでに幕府支配が確立しており津軽領主は曾我氏・安藤氏など地頭請や直轄宗領主の北条氏（江戸期ならば津軽藩）だっため古くからこの辺りに継続して生活する本州和人とは対照的に後に遅れて北海道から本州に入ってきた少数の移住民としてのアイヌが許可なく地名残せる状況や立場にはなかった。（『東遊雑記』古川古松《天明8年−1788年》、『蝦夷とアイヌ』菊池 山哉《1995》）。アイヌ語継承者やアイヌ遺跡が存在しない本州においては古くから漢字地名であった地名を山田秀三のアイヌ語由来地名説で裏付けるには根拠が希薄である。したがって「袰月」(本来は『両翼突』《ほろつき》)の地名の由来は従来どおり依然不詳のままである。

## 施設

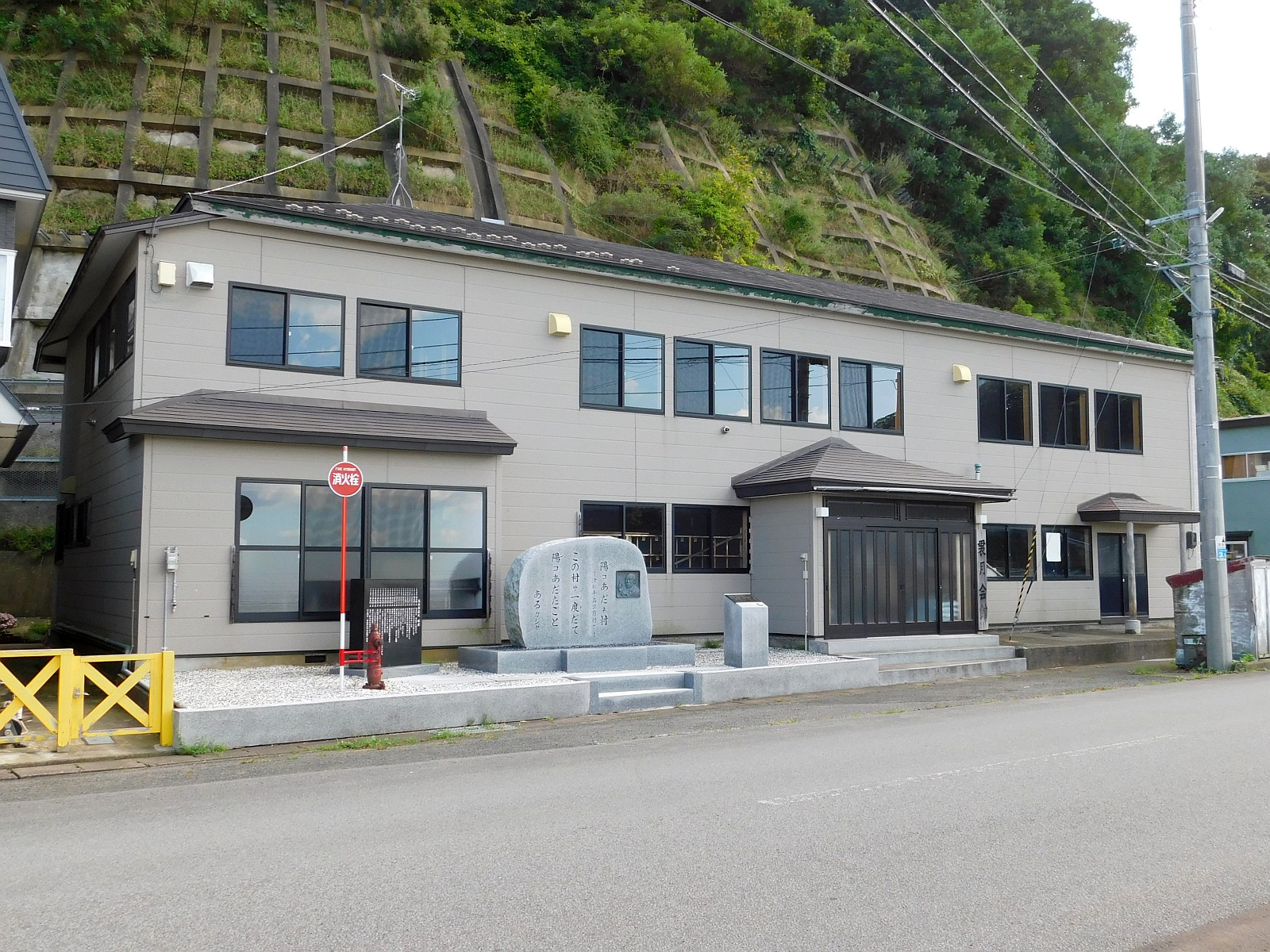
高木恭造の石碑がある袰月会館。

- 袰月郵便局（袰月字袰村元44-1）[17]
- 海峡の家「ほろづき」（袰月字村下70）[18]
- 袰月会館（袰月字袰村元84）[19]。

## 統計
域内の統計は2020年10月実施の国勢調査によると、以下の通りとなっている。
- 総人口 - 57人
- 世帯数 - 33世帯
- 男 - 30人
- 女 - 27人
- 外国人 - 0人
- 労働力人口 - 26人
  - 管理的職業従事者 - 0人
  - 専門的・技術的職業従事者 - 1人、
  - 事務従事者 - 1人
  - 販売従事者 - 4人
  - サービス職業従事者 - 6人
  - 保安職業従事者 - 0人
  - 農林漁業従事者 - 9人
  - 生産工程従事者 - 1人
  - 輸送・機械運転従事者 - 0人
  - 建設・採掘従事者 - 2人
  - 運搬・清掃・包装等従事者 - 2人
  - 分類不能 - 2人
- 非労働力人口 - 31人
  - 在学者 - 0人
- 労働力状態不詳 - 0人

1960年（昭和35年）時点での人口は480人、世帯数は88世帯、1970年（昭和45年）時点での人口は331人、世帯数は80世帯、1980年（昭和55年）時点での人口は261人、世帯数は71世帯であったことから、2020年現在に至るまで、着実に過疎化が進行していることがうかがえる。

## 交通

### 鉄道
- 域内なら鉄道駅はないが、最寄駅は今別駅（JR津軽線）や大川平駅（JR津軽線）が挙げられる。

### 道路
- 国道280号 - 地吹雪、落石・崩壊、および岩盤崩壊の危険を孕んでいる[22]。

### バス
- 今別町巡回バス[23]

## 教育
公立学校であれば、今別町立今別小学校と今別町立今別中学校に進学する。
ただし、域内の在学人口は2020年10月時点では0人である。

## 文化

### 茶めし
茶めしは袰月地区に伝わる郷土料理で、今別町内でも袰月地区以外の地区ではほとんど知られていないとされている。カワラケツメイの粉末と金時豆をもち米やうるち米と混ぜて炊いた料理で、主に葬式で振る舞われる。近年では、この茶めしを中核とした観光商品の開発が進められている。

### 文化財・遺跡
- 袰月洞窟遺跡 - 縄文時代晩期の遺跡で、主な出土品は石器（ひすい製勾玉）・縄文土器片などがある[7] [26]。

## 産業
労働力人口は26人で、そのうち9人が農林漁業に従事しており、漁業に関しては、域内に一本木漁港が存在し、ワカメや天草、もずく、えご、昆布といった海藻類のほか、イカなどが名産である。

## 寺社仏閣
- 稲荷神社 - 祭神は保食神で旧村社[6]。開創は不明であるが[6]、文政9年の棟札のある稲荷宮があるため、少なくとも文政9年には建立されていたとされる[7]。明治元年の一時期は一本木村稲荷神社に合祀された[7]。祭日は9月20日[6]。
- 海雲洞釈迦堂 - 集落の西方にあり、聖観音が安置されており、巖屋観音堂とともに津軽三十三観音第21番札所となっている[7]。
- 鬼泊巖屋観音堂

## 人物
- 高木恭造：津軽弁の方言詩家で、当地での生活が方言詩集『まるめろ』のモチーフとなった[29]。域内の袰月会館には高木恭造の文学碑が設置されている。